# 이와마쓰역
이와마쓰역(일본어: 岩松駅)은 일본 나가사키현 오무라시에 위치한 규슈 여객철도 오무라 선의 철도역이다. 상대식 승강장 2면 2선의 구조를 갖춘 지상역이다.

## 이용 현황
| 승차 인원 추이 | 승차 인원 추이 |
| 연도           | 1일 평균       |
| -------------- | -------------- |
| 2000           | 122            |
| 2001           | 124            |
| 2002           | 137            |
| 2003           | 148            |
| 2004           | 153            |
| 2005           | 134            |
| 2006           | 135            |
| 2007           |                |
| 2008           |                |
| 2009           |                |
| 2010           | 128            |

## 역 주변
- 국도 제34호선

## 역사
- 1945년 4월 20일 : 개업.
- 1987년 4월 1일 : 일본국유철도 분할 민영화에 의해, 규슈 여객철도가 승계.
- 2012년 12월 1일 : 이 역을 포함한 나가사키 지구 19개 역에 SUGOCA 도입.

## 인접 역
| 큐슈여객철도 오무라 선 | 큐슈여객철도 오무라 선 | 큐슈여객철도 오무라 선 |
| ---------------------- | ---------------------- | ---------------------- |
| 오무라 하이키 방면     | ■ 오무라 선            | 이사하야 나가사키 방면 |